# 만자이촌 (오카야마현)
만자이촌(万歳村)은 오카야마현 아테쓰군에 있던 촌이다. 현재의 니미시에 해당한다.

## 역사
- 1889년 6월 1일 - 정촌제 시행에 의해 뎃타군 만자이촌이 발족하였다.
- 1900년 4월 1일 - 군의 통합에 의해 아테쓰군이 되었다.
- 1955년 4월 1일 - 아라토촌, 혼고촌과 합병, 정으로 승격해 뎃타정이 신설하여 폐지되었다.

## 참고문헌
- 角川日本地名大辞典 33 岡山県
- 『市町村名変遷辞典』東京堂出版、1990年。